# Creatures (série de jeux vidéo)
Pour les articles homonymes, voir Creature.
Creatures est un programme de vie artificielle créé dans le milieu des années 1990 par Steve Grand qui travaillait alors pour la firme de programmation de jeux vidéo Millennium Interactive. Le logiciel a été considéré comme une percée importante dans la recherche sur la vie artificielle.
Un nouveau projet a été annoncé par Steve Grand le 28 février 2011 : Grandroids: Real artificial life on your PC.

## Vue d'ensemble

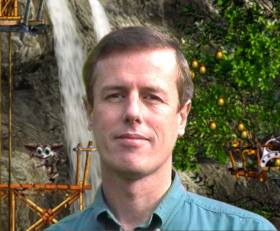
Steve Grand devant une capture d'écran de Creatures 2.

Dans Creatures, le joueur élève des petits êtres animalisés nommés Norns dans un monde appelé Albia et doit leur apprendre à parler, à se nourrir seul et à se protéger d'une autre race vicieuse, les Grendels. Plus tard, dans les jeux suivants, arrivera une troisième espèce appelée Ettin.
Le logiciel est très significatif puisqu'il est l'un des premiers produits commerciaux à coder des vies artificielles avec un haut niveau de génétique comprenant une biochimie et un cerveau à réseau neuronal. Les Norns et leur ADN peuvent ainsi se développer et évoluer très diversement, d'une manière en quelque sorte imprévisible. En élevant certains Norns avec d'autres, certains traits de caractères peuvent être transmis à d'autres générations. Plus intéressant encore, les Norns se sont avérés se comporter comme des créatures vivantes. Ceci a éclairé la façon dont les vrais organismes de la planète ont pu évoluer. Précédemment, les programmes de vie artificielle fonctionnaient de manière à donner à leurs organismes une partie limitée de commandes et de paramètres, et à regarder s'ils se comportaient de manière réaliste.
La génétique des créatures est quelque peu différente de la génétique humaine. Ils sont haploïdes et donc n'importe quelle évolution est le fruit de passages aléatoires des mutations. Il n'y a aucun concept d'allèle dominant et d'allèle récessif. Néanmoins, la complexité de la biochimie simulée a montré que le comportement des Norns était très imprévisible.
On compte parmi les fans de Creatures Richard Dawkins, et l'auteur Douglas Adams.

## Histoire
Creatures a été conçu par Millenium et distribué par Mindscape en 1996. Le jeu fut un succès et une communauté de joueurs connectés à Internet se créa vite ; échangeant des Norns, créant de nouveaux objets pour Albia, partageant des conseils sur la façon de jouer et des anecdotes sur les mutations évolutives qu'ils avaient vues, voire créer de nouvelles races de Norns. La communauté des joueurs de Creatures fut même la plus grande de celles de ce type de jeu durant une certaine periode.
En 1998, la branche des jeux vidéo de Millenium fut achetée par Sony Entertainment alors que ceux qui travaillaient sur les projets de vie artificielle et Creatures créèrent une nouvelle entreprise appelée Cyberlife Technology. Tout en travaillant sur la série Creatures, l'entreprise travailla pour l'industrie militaire britannique en faisant ce fameux essai d'enseignement de pilotage d'avions de chasse pour des organismes virtuels.
Plus tard dans les années 1990, Steve Grand quitta Cyberlife pour Cyberlife Research et se concentra sur la production de nouvelles formes de vies artificielles incluant la forme de vie robotique qu'il nomma Lucy et sur l'écriture de livres sur ses recherches. Le reste de la compagnie fut renommé « Creature Labs » et se concentra sur le développement du jeu vidéo.
Les suites de Creatures, incluant Creatures 2, Creatures 3 et les adaptations pour jeunes enfants Creatures Adventures et Creatures Playground, furent éditées dans les années suivantes. La dernière création majeure pour Creatures fut Docking Station qui était directement téléchargeable depuis le site de l'entreprise en 2001.
La conception de jeux Creatures fut suspendue le 20 mars 2003 après que Creature Labs a cessé toute activité, mais les brevets et les marques déposées furent achetés par une compagnie du nom de Gameware Developpement, Ltd. Gameware fit revivre la boutique, le forum, et a mis en ligne beaucoup d'outils et add-on achetables.
L'équipe de Gameware avait précédemment travaillé sur Creatures et a maintenant développé un jeu informatico-télévisé avec la BBC nommé BAMZOOKi.
Les jeux Creatures ont été réédités sous forme de packs intitulés The Albian Years (C1, C2), Creatures Exodus (C3, DS) et Creatures Village (CA, CP). Les jeux The Albian Years sont une simple réédition réempaquetée, alors que les deux autres ont été remis ensemble comme s'il s'agissait d'une simple installation pour deux jeux qu'on eût achetés séparément.
En outre, Kutoka Interactive, une firme canadienne de programmes pour enfants, a édité Creature Exodus et Creature Village de façon compatible avec Mac OS X et Windows XP. Ils ont été mis en vente le 30 septembre 2005 et sont disponibles à la vente sur le site boutique de Kutoka.
Les fans ont créé de nombreux nouveaux objets, des mondes, des races de créatures pour le jeu. En même temps, avec l'accord, ils ont converti le jeu original afin qu'il puisse fonctionner avec le moteur de Docking Station, y incluant une grande variété de contenu. Un travail similaire est entrepris en ce moment pour Creatures 2.

## Les jeux
Il y a six programmes principaux Creatures édités par Creature Labs. En plus des trois jeux principaux, Docking Station (généralement référencé comme un jeu séparé) et deux jeux pour jeunes enfants furent édités.

### The Albian years (Les années Albiennes)

#### Creatures
C'est le titre original de la série, édité en Angleterre et en Australie en novembre 1996, puis en Amérique du Nord en juillet 1997, se déroule sur Albia, le monde en forme de disque. Alors qu'une face de ce monde est complètement inhabitable, l'autre supporte un environnement compliqué qui peut ressembler à celui de la terre. Sur cette deuxième face se trouve une série de laboratoires abandonnés par les Shee, une race évoluée qui a soudainement quitté la planète plusieurs années auparavant pour trouver un monde (peut-être sphérique ?) plus stable. Avec ces laboratoires et dans cet environnement, le joueur est capable d'élever des Norns avec les œufs restants afin de réinvestir le monde d'Albia.

#### Creatures 2
Creatures 2, édité le 30 septembre 1998, se déroule quelques années après le premier jeu après qu'une catastrophe naturelle (ou, expliqué plus tard dans le jeu, un désastre Shee dévastateur) eut changé dramatiquement le paysage d'Albia et rendu accessibles de nouvelles zones dans le monde. De nouvelles technologies et de nouvelles espèces sont désormais accessibles au joueur. Malgré ce radical changement d'environnement, le but du jeu reste le même.

### Creatures Exodus

#### Creatures 3
Creatures 3, édité le 4 novembre 1999, a une différence majeure avec les deux opus précédents. La scène se passe sur le vaisseau qu'ont pris les Shee pour fuir Albia. Ce vaisseau est divisé en divers terrariums dont l'environnement est soigneusement contrôlé. Creatures 3 est beaucoup plus orienté vers la technologie. Pourtant, le but reste d'expérimenter et de peupler le vaisseau avec les trois principales espèces.

#### Docking Station
La dernière production majeure a été Docking Station, un supplément de Creatures 3 fondé sur Internet, distribué gratuitement sur le site de Creatures le 27 mars 2001. Il a été conçu de façon à vendre Creature 3 (il est possible d'« amarrer » les deux jeux ensemble, d'où le nom de Docking Station, « Station d'amarrage » en français), ainsi que de vendre quelques nouvelles races de Norns.
Docking Station permet une interaction entre les différents mondes des joueurs individuels ; des Norns peuvent voyager dans les mondes connectés via le serveur central, les joueurs connectés peuvent discuter grâce à une messagerie instantanée intégrée et il est possible de retrouver les Norns (et leur descendance) qui ont été présents dans votre monde via le site de Docking Station. Alors que ce jeu était distribué vers la fin de la course de la série, cela changea radicalement la façon de jouer (et le potentiel de la série). Cela accrut considérablement la mythologie du jeu en y insérant des « Creatures anti-Shee », les Banshee qui depuis ont été décanonisés.

#### Creatures Internet Edition
Il s'agit d'une réédition de 2001 faite par FastTrack Software Publishing du pack Creatures Exodus comprenant Creatures 3 et Docking Station. Il comprend aussi la mise à jour Creatures 3 Update 2 ainsi que quelques environnements et outils supplémentaires (comprenant les variantes multilingues).
Linux Game Publishing a publié une version pour Linux au début 2002.
En 2002, Focum Multimédia fit une nouvelle édition de ce pack sans le manuel, comme pour Creatures Gold, mais le contenu du CD était identique (et donc les install et le fichier PDF du manuel qui étaient référencés comme Creatures Internet Edition).

#### Creatures Exodus
En 2004, Fusion Software fit l'ultime réédition de Creatures 3. Par contre, cette version ne nécessitait pas d'utiliser l'assistant de compatibilité pour une installation sur Windows XP. Bien que les mises à jour aient été hors ligne depuis 2003, il était nécessaire de changer le raccourci DS depuis InstallBlast.exe à engine.exe avec une option « ne pas vérifier ».

### Creatures Village
En marge des séries Albia et Exodus, deux jeux furent produits pour une cible différente. La série Creatures Village, qui visait les 6-9 ans, possède une atmosphère plus coloriée et une interface de jeu simplifiée.

#### Creatures Adventure
Distribué en 2000, Creatures Adventures laissa de côté l'interface complexe des séries principales pour un graphisme plus brillant et une atmosphère enfantine tout en gardant l'aspect exploratoire des jeux précédents.

#### Creatures Playground
Second jeu de la série Village (distribué la même année), Creatures Playground peut être connecté à Adventures pour créer un monde plus grand à explorer.